# 시마반도

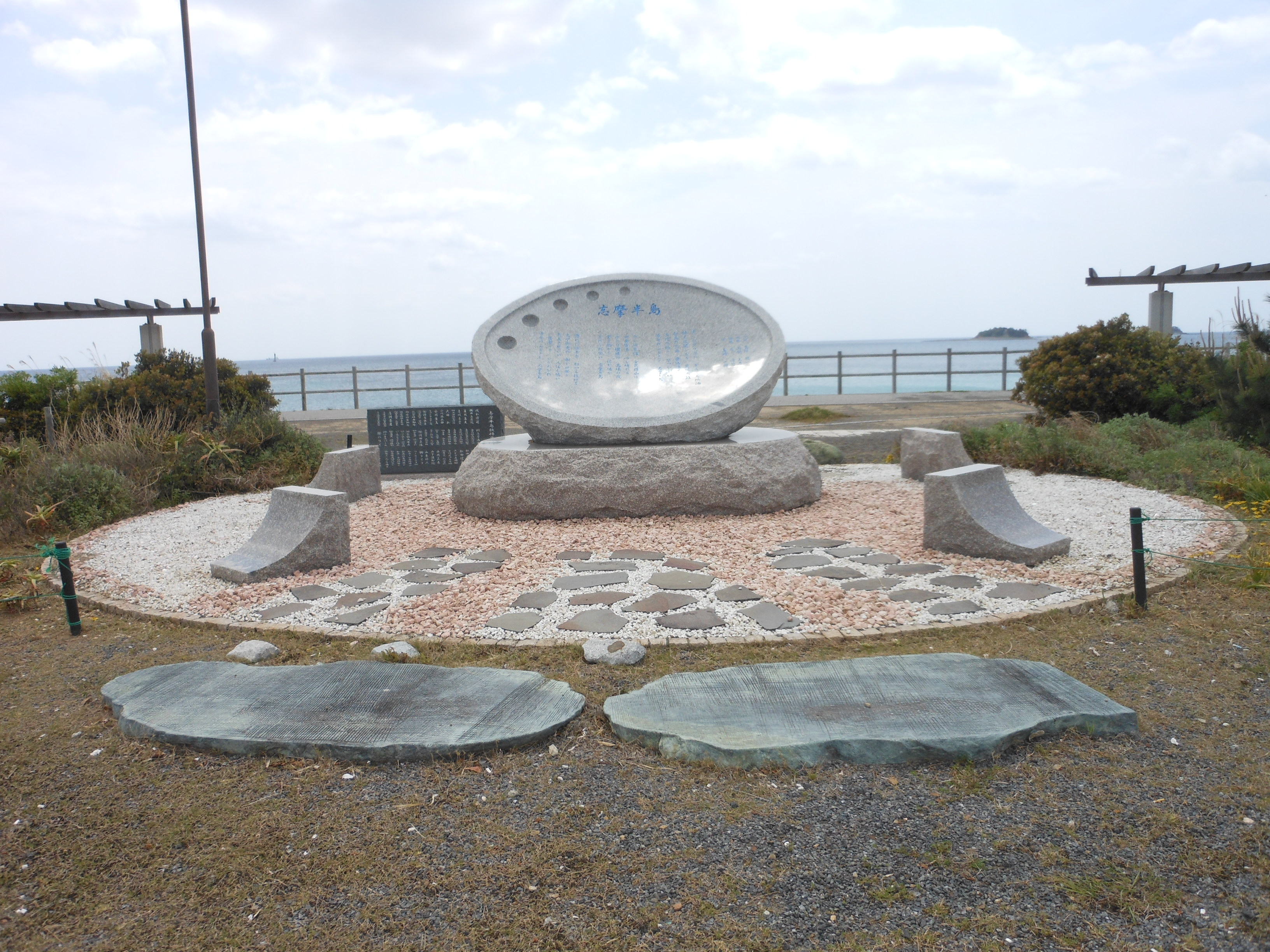
노래 '시마반도' 기념비

시마반도(志摩半島, しまはんとう)는 일본 미에현 남부에 위치한 반도이다. 남쪽은 쿠마노나다, 동쪽은 엔슈나다, 북쪽은 이세만과 접하고 있다.

## 같이 보기
- 이세시마 국립공원
- 아쓰미반도, 지타반도 - 이세만을 끼고 마주보는 반도